# ミラノサローネ

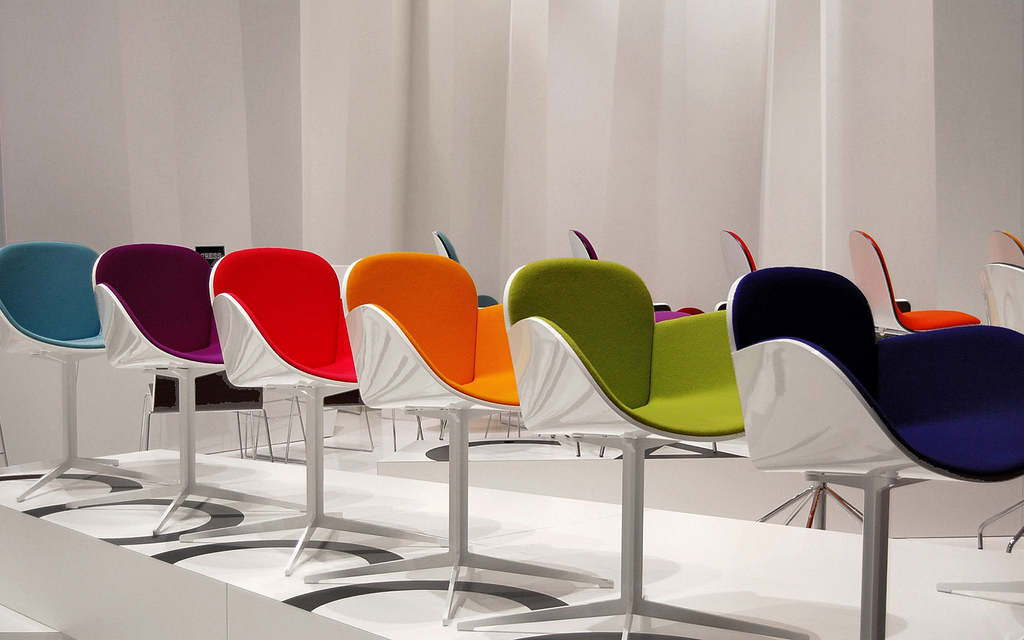
ミラノサローネでの展示

ミラノサローネ（ミラノサローネ国際家具見本市、サローネ・デル・モービレ・ミラノ、イタリア語: Salone Internazionale del Mobile di Milano、英語: Milan Furniture Fair）は毎年4月にイタリアのミラノ市で開催される見本市。ミラノ大都市圏のロー市にある見本市会場フィエラ・ミラノ（Fiera Milano）を会場として、イタリア家具工業連盟イベント会社（Federlegno Arredo Eventi spa）が100%所有する COSMIT （イタリア家具見本市組織委員会）の主催により開催されている。
世界各国の最新の家具、インダストリアルデザイン、インテリアデザイン、テキスタイルデザインなどの展示が行われる。家具・デザイン関係の見本市としては世界最大のもので、なおかつ世界のデザインの最新トレンドが展示されるイベントでもある。
ミラノサローネが開催される4月には、ミラノ市内で様々なデザイン関係の見本市が同時に開催される。家具見本市と同時に、サローネ国際インテリア小物見本市が毎回開催される。さらに、奇数年には照明器具の見本市エウロルーチェ（Euroluce, サローネ国際照明見本市）とオフィス家具の見本市 「Workplace 3.0」（サローネウフィーチョ、サローネ国際オフィス見本市）が、偶数年にはキッチンの見本市エウロクチーナ（EuroCucina, サローネ国際キッチン見本市）とバス・トイレの見本市サローネバーニョ（サローネ国際バスルーム見本市）が開催される。
また、サローネ会場の外のミラノ市内各所では、サローネの出展料と出展規約を嫌う中小企業やデザイナーが、サローネでミラノに来たデザイン関係者を対象にサローネと同時期に展示会を開いている（フオーリサローネ、Fuori Salone）。地元だけでなく世界のデザイナーや自動車・ファッション・ITの企業などがフオーリサローネに参加してブランドイメージ向上を図っている。
サローネと関係見本市、フオーリサローネの展示会群を合わせたデザイン関係のイベントの総称を、ミラノデザインウィークとも呼んでいる。

## 歴史

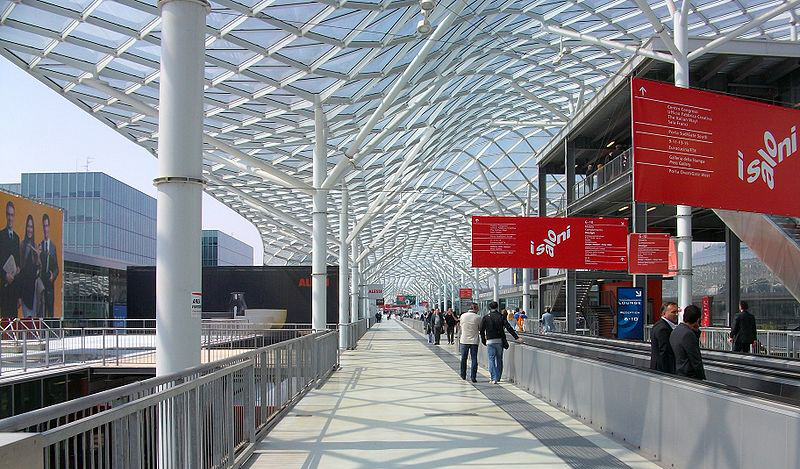
ミラノサローネの会場となる見本市会場（ロー市のフィエラミラノ）

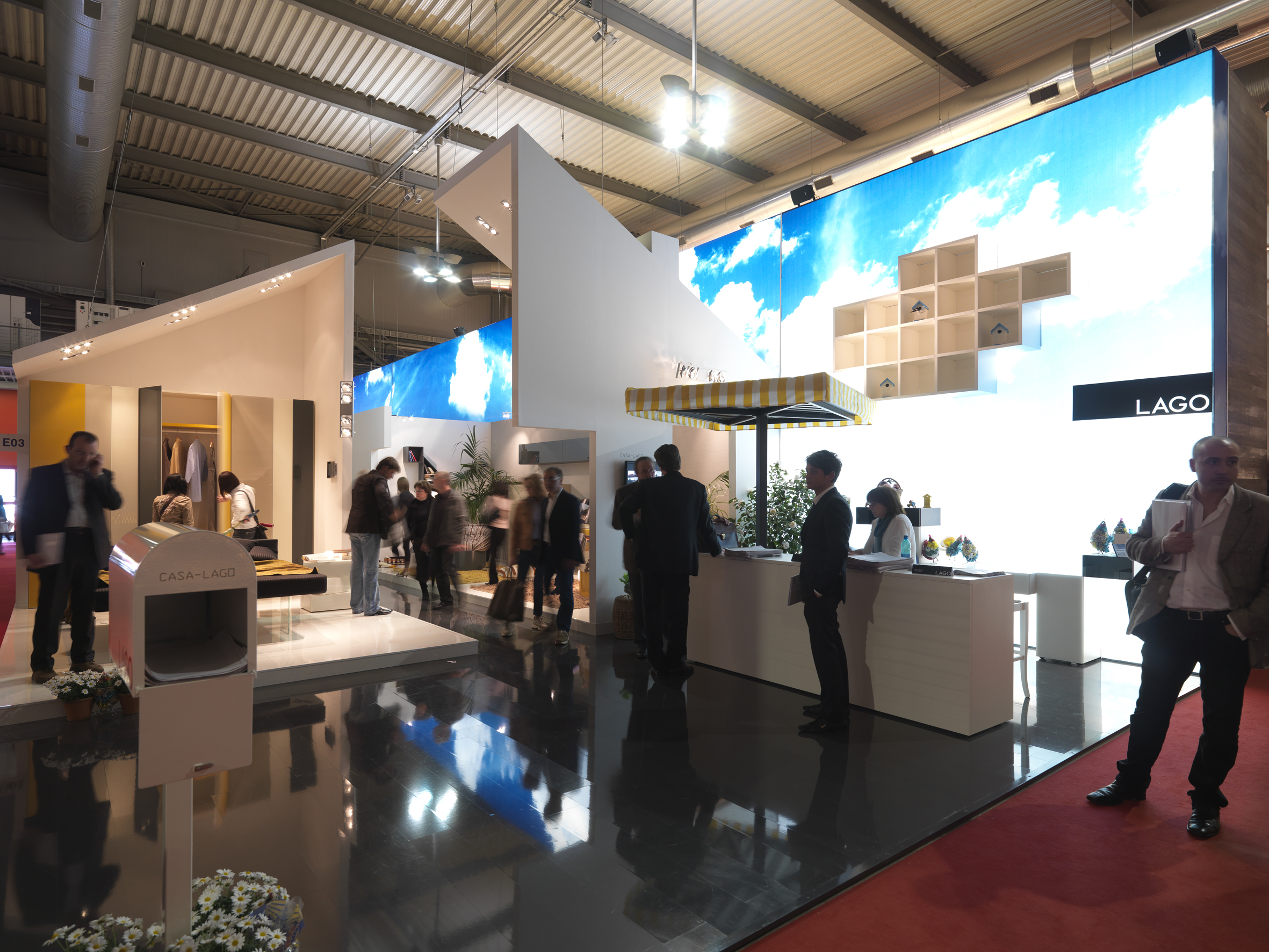
ミラノサローネ会場

ミラノサローネは1961年、イタリア製の家具の見本市として出発した。第二次世界大戦後の戦災復興で、ヨーロッパでは家庭用の家具の需要が増大した。西ドイツでは大企業中心の家具業界が1949年にケルンの見本市会場で家具見本市を開催した（現在の imm cologne ケルン国際家具見本市）。この見本市に世界中の関係業者が集まって盛況を博するのを見たイタリアの家具業者は、イタリアでも家具見本市の需要があると考えた。ドイツと違って中小業者中心のイタリア家具業界をまとめ、相互の情報交換や輸出を促進するため、COSMIT（Comitato Organizzatore del Salone del Mobile Italiano, イタリア家具見本市組織委員会）が設立され、1961年に第一回の見本市が開催された。328社が11,860平方メートルの会場に集まり、12,100人（うち800人は海外から）の訪問客があった。
1967年からは国際家具見本市となりイタリア以外の業者が参加するようになり、1991年からは隔年開催から毎年開催に変更された。1991年のサローネでは1,959社（うち海外からは258社）の参加社が144,000平方メートルの広大な会場を埋め、147,000人（うち海外からは53,000人）の訪問客が集まった。ミラノサローネはケルン国際家具インテリア見本市をしのぎ世界最大の家具・デザイン展示会となった。
2005年から、マッシミリアーノ・フクサス設計の新展示会場フィエラ・ミラノに会場を移転している。2010年代には2,500社が230,000平方メートルの会場に集まり、さらに35歳以下の若手デザイナーのみの部門「サローネサテリテ」（Salone Satellite, 1998年開始）には、世界各国から応募し厳しい審査を勝ち抜いた700組の参加がある。会場には、世界150以上の国から27万人の訪問客が集まる。2011年の時点で参加社は2,720社となった。訪問客数は、2018年には6日間の会期に世界188か国から434,509人が集まった。参加各社は家具、家電、素材などの商品のほか、将来発売する商品のコンセプトデザインなどを展示する。
2005年より、毎年10月にはモスクワで「モスクワ・ミラノサローネ」（Salone del Mobile. Milano Moscow）が開催される。また、2016年からは毎年11月に上海で「上海ミラノサローネ」が開催されている。